# متلازمة الشرق الأوسط التنفسية
متلازمة الشرق الأوسط التنفسية (بالإنجليزية: Middle East respiratory syndrome)‏ والمعروفة أيضا باسم انفلونزا الإبل هي التهاب الجهاز التنفسي الفيروسي الناتج عن فيروس كورونا. وقد تتراوح أعراضه بين معتدلة إلى حادة ومنها الحمى والسعال والإسهال وضيق النفس، وعادة ما يكون المرض أكثر حدة لدى الذين يعانون من مشاكل صحية أخرى.
قد ثبت أن لدى الإبل أجسام مضادة لمتلازمة الشرق الأوسط التنفسية-فيروس كورونا ولكن لم يتم تحديد المصدر الأساسي للإصابة الإبل به. يعتقد أن إصابة الإبل به مرتبطة بانتشاره إلى البشر بطريقة غير معروفة، ويتطلب انتشاره بين البشر عادة اتصال مباشر مع الشخص المصاب ويعتبر انتشاره غير شائع خارج المستشفيات وبالتالي يعتبر خطره على سكان العالم منخفض إلى حدا ما.
اعتباراٌ من عام 2015؛ لا يوجد لهذا المرض لقاح محدد أو علاج ومع ذلك يتم حاليا إجراء دراسات على عدد من الأدوية المضادة للفيروسات. وأوصت منظمة الصحة العالمية أولئك الذين يتصلون بالإبل بغسل أيديهم بشكل متكرر وألا يقتربوا من الإبل المريضة وأوصوا أيضا بإن يتم طهي منتجات الإبل بشكل مناسب، ويتم إعطاء بعض المصابين علاجات تساعد على القضاء على أعراض المرض.
تم الإعلان عن أكثر من 1000 حالة مصابة بهذا المرض اعتبارا من مايو 2015، وحوالي 40% من أولئك المصابين ماتوا بسبب هذا المرض. أول حالة تم تشخيصها في عام 2012 في المملكة العربية السعودية ومعظم الحالات حدثت في شبه الجزيرة العربية. تم العثور على سلالة من متلازمة الشرق الأوسط التنفسية-فيروس كورونا والمعروف باسم HCoV-EMC/2012 في أول شخص مصاب في لندن عام 2012 ووجد أنه مطابق 100% لأمراض الخفافيش المصرية. انتشر بشكل كبير في جمهورية كوريا عام 2015.

## المؤشرات والأعراض

### أعراض متلازمة الشرق الأوسط التنفسية
قارنت تقارير مبكرة الفيروس بمتلازمة الالتهاب الرئوي الحاد والذي يشار إليه في المملكة العربية السعودية باسم الفيروس المميت المشابه لمرض متلازمة الالتهاب الرئوي الحاد.
في يونيو عام 2012 أول شخص أصيب كان لديه «حمى وسعال وبلغم وضيق في النفس لمدة سبعة أيام». عرض مختبر نتائج 47 حالة مؤكدة في المملكة العربية السعودية والتي تشترك في معظم الأعراض كالحمى بنسبة 98% والسعال بنسبة 83% وضيق في النفس بنسبة 72% وألم عضلي بنسبة 32% في الأشخاص المصابين. كان هنالك أيضا أعراض معدية معوية متكررة مصحوبة بإسهال بنسبة 26% والتقيؤ بنسبة 21% وآلام باطنية بنسبة 17% في الأشخاص المصابين. 72% من الأشخاص تطلب توفير تهوية ميكانيكية للمصابين. وكان منهم 3.3 من الذكور مقابل أنثى. قدرت دراسة واحدة لتفشي متلازمة الشرق الأوسط التنفسية في المستشفيات فترة الحضانة ب5.5 أيام (95% فترة الثقة 1.9 حتى 14.7 يوما). وقد تتراوح متلازمة الشرق الأوسط من عدم ظهور أي أعراض إلى ظهور التهاب رئوي حاد مما يؤدي إلى متلازمة الضائقة التنفسية الحادة. كما تم الإعلان أعراض أخرى كالفشل الكلوي والتخثر المنتثر داخل الأوعية والتهاب غلاف القلب.

## المسببات

### علم الفيروسات

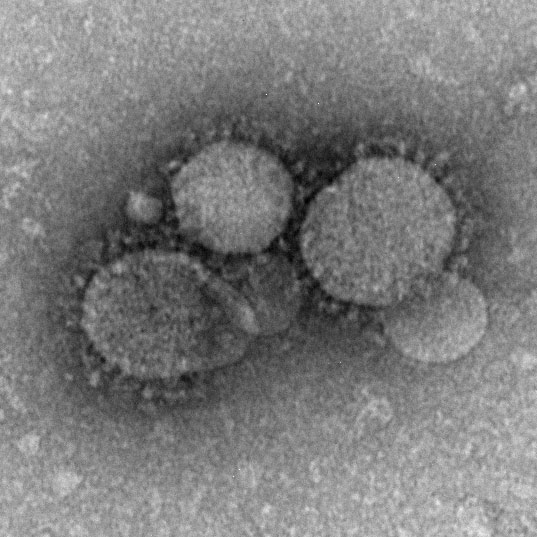
متلازمة الشرق الأوسط التنفسية-فيروس كورونا تحت المجهر الإلكتروني.

سبب متلازمة الشرق الأوسط التنفسية هي متلازمة الشرق الأوسط التنفسية التي تم تشخيصها حديثا، وهو نوع يحتوي على رنا والذي ينتمي إلى نوع بيتافيروس كورونا، والذي يختلف عن المتلازمة التنفسية الحادة الوخيمة التاجية والرشح التاجي. تم تصنيف العوامل الورائية لعلم الوراثة العرقي لفرعين حيويين أي وبي. والحالات المبكرة لمتلازمة الشرق الأوسط التنفسية تم إدراجها تحت الفرع الحيوي أي (EMC / 2012 والأردن-N3 / 2012)
في حين أن الحالات الجديدة بشكل عام مختلفة وراثيا (والتي تم إدراجها تحت الفرع الحيوي بي). الفيروس ينمو بسرعة في خلايا LLC-MK2 وخلايا فيرو.

## الانتقال

### الإبل
أجريت دراسة ما بين عامي 2010 و 2013 حيث تم فيها تقييم حدوث متلازمة الشرق الأوسط التنفسية في 310 من الإبل العربية وحيدة السنام، حيث تم الكشف عن معايير عالية من الأجسام المضادة لمتلازمة الشرق الأوسط التنفسية-فيروس كورونا في مصل الدم هذه الحيوانات. وأجريت دراسة أخرى متسلسلة من متلازمة الشرق الأوسط التنفسية-فيروس كورونا من مسحات أنف الإبل العربية وحيدة السنام في المملكة العربية السعودية حيث تم اكتشاف إصابتهم بتسلسل مطابق لما سبق من تسلسل عزلة الإنسان. وتم أيضا اكتشاف أن بعض الإبل الفردية لديها أكثر من بديل جيني في بلعومها الأنفي. وقُدم أيضا تقرير لرجل سعودي أصبح مريضا بعد سبعة أيام منذ أخذه الدواء الموضعي للأنف التابع لعديد من الإبل المريضة ولاحقا تم اكتشاف أنه هو وواحدة من الإبل لديهم سلالات مطابقة من متلازمة الشرق الأوسط التنفسية-فيروس كورونا.
ولم يتم اكتشاف كيفية انتقال الفيروس من الإبل للإنسان ولكن تنصح منظمة الصحة العالمية تجنب الاتصال المباشر بالإبل وأكل لحم الإبل المطهو بشكل جيد وبسترة حليب الإبل ونصحت وزارة الزراعة السعودية بإن يتجنب الأشخاص الاتصال المباشر بالإبل أو ارتداء أقنعة التنفس عندما يكونون حول الإبل.

### انتقال العدوى بين شخصين
كان هنالك دليل على أن انتشار متلازمة الشرق الأوسط التنفسية-فيروس كورونا محدود وغير مستمر من شخص لآخر سواء في المنازل أو في مؤسسات الرعاية الصحية مثل المستشفيات. فمعظم حالات الانتقال حدثت (في ظروف الاتصال المباشر بالمرضى المصابين بشدة في أماكن الرعاية الصحية أو المنازل" ولا يوجد هنالك دليل على انتقال الفايروس من الحالات المصابة بالأعراض. وتراوح حجم الفرع الحيوي من 1 إلى 26 شخص بمتوسط قدره 2.7.

## التشخيص
وفقا لمنظمة الصحة العالمية فإن تعريف الحالة المؤقتة هو بأن الحالة المؤكدة يتم التعرف عليها في شخص تكون فحوصاته المعملية إيجابية عن طريق «التشخيص الجزيئي بما في ذلك تفاعل البوليميراز المتسلسل الإيجابي على الأقل اثنين من الأهداف الجينومية المحددة أو هدف إيجابي واحد متسلسل من الثاني».

### منظمة الصحة العالمية
وفقا لمنظمة الصحة العالمية، الأعراض المحتملة هي:
الحمى والامراض التنفسية وظهور علامات التهاب رئوي أو متلازمة الضائقة التنفسية الحادة.
وعدم توفر طرق تشخيص مناسبة لمتلازمة الشرق الأوسط التنفسية-فيروس كورونا أو نتائج فحوصات سلبية أو أخذ عينة غير كافية للتشخيص وإذا كان الشخص لديه اتصال مباشر مع حالة مؤكدة إصابتها. الشخص الذي يعاني من المرض التنفسي الحاد الحموي مع وجود أدلة سريرية أو إشعاعية أو مرضية بإصابته بمرض رئوي متني (مثل الالتهاب الرئوي أو متلازمة الضائقة التنفسية الحادة).
وفحوصات مختبر متلازمة الشرق الأوسط التنفسية الغير واضحة (ويعني ذلك أن نتائج الفحوصات إيجابية ولكن لم تأكد).
والمقيم أو المسافر إلى دول الشرق الأوسط حيث يعتقد أن متلازمة الشرق الأوسط التنفسية-فيروس كورونا أن ينتشر خلال 14 يوما قبل ظهور المرض.
والشخص الذي يعاني من المرض التنفسي الحاد الحموي بمختلف مستويات شدته.
مراكز مكافحة الأمراض والسيطرة على انتشارها:
أوصت مراكز مكافحة الأمراض والسيطرة على انتشارها في الولايات المتحدة بفحص أي شخص مصاب بما يلي:
الحمى والالتهاب الرئوي أو متلازمة الضائقة التنفسية الحادة (بناء على الأدلة السريرية أو الإشعاعية)
أو إما:
- معرفة تاريخ السفر في أو بالقرب من شبه الجزيرة العربية خلال 14 قبل ظهور الأعراض.
- حدوث اتصال وثيق بمسافر لديه أعراض تطور الحمى وأمراض الجهاز التنفسي الحاد (وليس بالضرورة أن يكون الالتهاب الرئوي) وفي غضون 14 يوما بعد السفر من البلدان إلى أو بالقرب من شبه الجزيرة العربية.
- أن يكون عضوا في مجموعة من الأشخاص الذين يعانون من أمراض الجهاز التنفسي الحاد (مثل الحمى والاتهاب الرئوي التي تتطلب دخول المستشفى) بحيث تكون أسباب متلازمة الشرق الأوسط التنفسية-فيروس كورونا التي يجري تقييمها مجهولة بعد التشاور مع الإدارات الصحية الحكومية والمحلية.
- الحمى وأعراض أمراض الجهاز التنفسي (وليس بالضرورة أن يكون التهاب رئوي من الممكن أن يكون على سبيل المثال سعال أو ضيق في النفس) والتواجد في منشأة رعاية صحية (كمريض أو عامل أو زائر) وفي غضون 14 يوم من قبل أن تظهر الأعراض في البلد أو في منطقة في أو بالقرب من شبه الجزيرة العربية حيث تم مؤخرا اكتشاف حالات في مراكز الرعاية الصحية كانت مرتبطة بحالات تم تشخيص إصابتها بمتلازمة الشرق الأوسط التنفسية-فيروس كورونا.
- الحمى وأعراض أمراض الجهاز التنفسي (وليس بالضرورة أن يكون التهاب رئوي من الممكن أن يكون على سبيل المثال سعال أو ضيق في النفس) والاتصال المباشر بحالة مؤكدة إصابتها بفيروس كورونا عندما كان صاحب الحالة مريض.

الطب الإشعاعي:
نتائج تصوير الصدر بالأشعة السينية تميل إلى إظهار تسرب ثنائي غير منتظم متناسق مع فيروس الالتهاب الرئوي ومتلازمة الضائقة التنفسية الحادة. تميل الفصوص السفلى إلى أن تكون أكثر انخراطً وتظهر الأشعة المقطعية وتسرب في النسيج خلالي.

## الفحوصات المخبرية
تم الإعلان عن أن عدد خلايا الدم البيضاء منخفض لدى الحالات المصابة بمتلازمة الشرق الأوسط التنفسية وخاصة عن انخفاض الخلايا الليمفاوية.
أوصت منظمة الصحة العالمية على أخذ عينات من الجزء السفلي للجهاز التنفسي عن طريق غسل القصبات والأسناخ لإجراء اختبار تفاعل البوليميراز المتسلسل أو أخذ عينة من البلغم أو نضح القصبة الهوائية لأنها تحمل كميات عالية من الفايروس، وهنالك أيضا دراسات باستخدام عينات الجزء العلوي من الجهاز التنفسي باستخدام مسحة البلعوم.

### علامات وأعراض المرض
قارنت تقارير مبكرة الفيروس بمرض الالتهاب الرئوي الحاد.
أول شخص أصيب في يونيو 2012 كان يعاني من «حمى وسعال وبلغم وضيق في النفس لمدة سبعة أيام».

## الوقاية
في حين أن آلية انتشار متلازمة الشرق الأوسط التنفسية- فيروس كورونا حاليا غير معروفة، فإنه على أساس الخبرة السابقة في مجال الفيروسات الإكليلية مثل المتلازمة التنفسية الحادة الوخيمة؛ أوصت منظمة الصحة العالمية حاليا أنه ينبغي على جميع الأفراد الذين لديهم اتصال مباشر بالحالات المشتبه إصابتها بفيروس كورونا بما يلي (بالإضافة إلى الاحتياطات القياسية):
- ارتداء القناع الطبي.
- ارتداء ما يحمي العين (أي نظارة واقية أو واقي الوجه)

ا* رتداء لباس نظيف وغير معقم ذو أكمام طويلة وقفازات (قد تتطلب بعض الإجراءات القفازات المعقمة).
- تنظيف اليدين قبل وبعد الاتصال بالشخص المصاب أو ما يحيط به وبعد إزالة معدات الوقاية الشخصية على الفور.

بناء على الإجراءات التي تحمل خطر الاسْتِضْباب مثل التنبيب؛ فقد أوصت أيضا منظمة الصحة العالمية مقدمي الرعاية:
- ارتداء جهاز تنفس الجسيمات الصناعي وعند وضعه تأكد دائما من أنه محكم.
- ارتداء مئزر غير نافذ لبعض الإجراءات التي يتوقع فيها اختراق كميات كبيرة من السوائل للباس.
- تنفيذ الإجراءات في غرفة ذات تهوية جيدة أي الحد الأدنى للتغيرات الجوية للساعة الواحدة من 6-12 في المرافق التي يوجد بها غرفة تهوية ميكانيكية ولا تقل عن 60 لترا\ثانية\ مريض في مرافق التهوية الطبيعية.
- يتطلب رعاية الشخص المصاب وتحديد عدد الأشخاص الموجودين في الغرفة إلى أدنى حد ممكن.
- تنظيف اليدين قبل وبعد الاتصال بالشخص المصاب أو ما يحيط به وبعد إزالة معدات الوقاية الشخصية على الفور.
- مدة العدوى غير معروفة أيضا ولذلك فإن مدة عزل الأشخاص المصابين غير واضحة ولكن على حسب التوصيات الحالية فإن مدة العزل تكون بعد 24 ساعة منذ زوال الأعراض.
- وعند إصابة الشخص بالمتلازمة التنفسية الحادة الوخيمة فيجب تثقيفه لمساعدته على التغلب عليه.

يعتقد أن البحوث الموجودة مسبقا عن المتلازمة التنفسية الحادة الوخيمة قد تكون مفيدة لتطوير لقاحات وعلاجات مضادة لعدوى متلازمة الشرق الأوسط التنفسية-فايروس كورونا. واللقاحات التي تم ترشيحها لا يزال يُجرى عليها تجارب سريرية.

### المملكة العربية السعودية
تفشت متلازمة الشرق الأوسط التنفسية أيضا في المملكة العربية السعودية في شهر أبريل عام 2014، حيث أصابت متلازمة الشرق الأوسط التنفسية 688 شخص وبلغ عدد حالات الوفاة 282 حالة سببها متلازمة الشرق الأوسط التنفسية منذ عام 2012. وقامت الحكومة بإعفاء وزير الصحة وأنشئت ثلاثة مراكز لعلاج متلازمة الشرق الأوسط التنفسية كردة فعل على الحالات والوفيات المبلغ عنها حديثا، واستقالة أربعة أطباء من مستشفى الملك فهد في جدة حيث رفضوا معالجة المصابين بمتلازمة الشرق الأوسط التنفسية خوفا من العدوى. وتم الإبلاغ عن 18 حالة أخرى في أوائل شهر مايو. أعلنت المملكة العربية السعودية في شهر يونيو عام 2014 عن 113 حالة مصابة بمتلازمة الشرق الأوسط التنفسية لم يتم الإبلاغ عنها سابقا مما أدى إلى إعادة النظر في عدد الوفيات إلى 282. وبتفشي المرض المرتبط بالمستشفيات في صيف عام 2015 في الرياض زادت مخاوف حدوث الوباء خلال موسم الحج الذي يبدأ في أواخر سبتمبر. بعد فترة من الحالات القليلة التي تم اكتشافها، بدأت حالات جديدة بالتزايد في منتصف موسم الصيف. أعلنت مراكز مكافحة الأمراض والسيطرة على انتشارها عن ارتفاع التحذير الصحي من السفر إلى المستوى 2 والذي يدعو لإتخاذ الاحتياطات المعززة.

### الولايات المتحدة
أكدت مراكز مكافحة الأمراض والسيطرة على انتشارها بالتشخيص لأول حالة مصابة بمتلازمة الشرق الأوسط التنفسية في الولايات المتحدة بولاية إنديانا في 2 مايو عام 2014. وكان الرجل الذي تم تشخيصه بالمرض من عمال الرعاية الصحية وتواجد في السعودية قبل أسبوع وتم الإعلان عنه بإنه في حالة صحية جيدة. تم الإبلاغ عن المريض الثاني الذي سافر أيضا من المملكة العربية السعودية إلى أورلاندو فلوريدا في 12 من مايو عام 2014. وأعلن المسؤولون في هولندا عن ظهور أول حالة إصابة في 14 من مايو عام 2014. وجاءت تحاليل رجل من ولاية إلينوي إيجابية لإصابته بمتلازمة الشرق الأوسط التنفسية فيروس كورونا والذي كان شريك تجاري لأول حالة في الولايات المتحدة الأمريكية (فقد التقى وقام بمصافحة الشخص الذي يعمل في مجال الرعاية الصحية بإنديانا) ولكن حتى الآن لم يتم ظهور الأعراض عليه. قال طبيب مراكز مكافحة الأمراض واتقائها ديفيد سوردلو والذي يقود رد الوكالة قال بأن حالة الرجل جيدة وليس في حاجة للرعاية الطبية حتى الآن ولا يعتبر حالة رسمية حتى الآن ولم تتغير المبادئ التوجيهية الوقائية. وأظهرت الاختبارات المعملية دليل بأنه مصاب بعدوى في دمه منذ زمن.

### كوريا الجنوبية
تم تأكيد أول حالة وهو إصابة رجل في كوريا الجنوبية قد قام بزيارة المملكة العربية السعودية والإمارات العربية المتحدة والبحرين في شهر مايو عام 2015. وتم تشخيص رجل آخر من كوريا الجنوبية وقد كان مسافرا إلى الصين حيث تم اعتباره أول حالة تم تشخيصها في الصين. وحتى الآن لم يتم تشخيص إصابة أي مواطن صيني بهذا المرض.
واعتبارا من 27 يونيو عام 2015 توفى 19 شخصا في كوريا الجنوبية بسبب تفشي هذا الوباء وتم تأكيد 184 حالة إصابة. وكان هنالك ما لا يقل عن 6508 حالة في الحجر الصحي.

### الفلبين
العديد من الحالات المشتبه بإصابتها كانت على متن الطائرة التي كان على متنها أول شخص أصيب بفايروس كورونا حيث تم تعقبه ولكن لم يجدوه ويعتقد بأنه اختفى داخل البلد. تسببت وفاة حالة أخرى اشتبه إصابتها بمتلازمة الشرق الأوسط التنفسية في ولاية سلطان قدرات بجعل وزارة الصحة تعلن عن حالة إنذار.

### المملكة المتحدة
أغلق قسم الحوادث والطوارئ في مستشفى مانشستر المكلي بعدما تم معالجة مريضان مشتبه إصابتهما بفيروس كورونا في يوم 27 يوليو عام 2015، وأكدت الصحة العامة في إنجلترا لاحقا بأن تحاليل إصابة المريضان بفيروس كورونا كانت سلبية، وتم إعادة فتح المنشأة في وقت لاحق مساء ذلك اليوم.